# Vườn quốc gia Cát Tiên
Vườn quốc gia Cát Tiên là một khu bảo tồn thiên nhiên nằm trên địa bàn 3 huyện: Vĩnh Cửu , Bình Phước cách Thành phố Hồ Chí Minh 150 km về phía bắc. Đặc trưng của vườn quốc gia này là rừng đất thấp ẩm ướt nhiệt đới. Được thành lập theo quyết định số 01/CT ngày 13 tháng 1 năm 1992 của Thủ tướng chính phủ Việt Nam trên cơ sở kết nối khu rừng cấm Nam Cát Tiên (được thành lập theo quyết định số 360/TTg, ngày 7 tháng 7 năm 1978 của Thủ tướng chính phủ) và khu bảo tồn thiên nhiên Tây Cát Tiên (được thành lập theo quyết định số 194/CT, ngày 9 tháng 8 năm 1986 của Chủ tịch Hội đồng Bộ trưởng). Vườn quốc gia Cát Tiên nằm ở khu vực có toạ độ từ 11°20′50" tới 11°50′20" vĩ bắc, và từ 107°09′05" tới 107°35′20" kinh đông, trên địa bàn của ba tỉnh Lâm Đồng, Đồng Nai và Bình Phước với tổng diện tích là 71.920 ha. Hiện nay, VQG Cát Tiên là một trong những khu dự trữ sinh quyển thế giới ở Việt Nam.
VQG là " ngôi nhà" của 300 loài chim chiếm gần 50% số loài tại Việt Nam. Hơn 450 loài bướm chiếm hơn 50% số loài tại Việt Nam.
Nơi đây còn có trạm cứu hộ linh trưởng nguy cấp Đảo Tiên ( Đảo Tiên có diện tích là 57 ha ) có nhiều loài động vật quý hiếm như : vượn đen má vàng, voọc bạc, voọc chà vá chân đen, cu li nhỏ...

## Các hợp phần
Phần nằm trên địa bàn Đạ Huoai (Cát Tiên cũ) và Bảo Lâm (Bảo Lộc cũ) thường được gọi là khu vực Cát Lộc. Khu vực này dành để bảo tồn loài tê giác. Phần trên địa bàn Tân Phú và Vĩnh Cửu thường được gọi là khu vực Nam Cát Tiên. Khu vực này có khoảng chục vùng đất ngập nước như Bàu Sấu (rộng 5-7 hecta thuộc huyện Tân Phú), Bàu Chim (50-100 hecta), Bàu Cá, Bàu Đắc Lớ, Trảng Cò,... Bàu Sấu còn là tên gọi chung cho toàn bộ các vùng đất ngập nước rộng khoảng 137,60 km² (trong đó 1,5 km² ngập nước thường xuyên, 53,6 km² ngập nước theo mùa, và phần còn lại có độ cao tuyệt đối không quá 125 m) ở Nam Cát Tiên. Phần trên địa bàn Bù Đăng thường được gọi là Tây Cát Tiên.

## Lịch sử
Năm 1978, Vườn quốc gia này được bảo tồn và được chia thành 2 khu vực: Nam Cát Tiên và Tây Cát Tiên. Khu vực Cát Lộc phía bắc Cát Tiên cũng được bảo tồn do ở đây có loài tê giác Java sinh sống. Chính nhờ loài tê giác đã làm khu bảo tồn này được cộng đồng thế giới quan tâm. Tuy nhiên, ngày 25 tháng 10 năm 2011, Quỹ quốc tế Bảo vệ thiên nhiên và Quỹ Bảo tồn Tê giác Quốc tế công bố loài tê giác Java đã chính thức tuyệt chủng tại Việt Nam
Cát Tiên cũng được UNESCO công nhận là "Khu dự trữ sinh quyển thế giới". Ngày 4 tháng 8 năm 2005, Ban Thư ký Công ước Ramsar công nhận Hệ đất ngập nước Bàu Sấu là Khu ramsar thứ 1.499 của thế giới và thứ hai của Việt Nam với tổng diện tích là 13.759 ha (trong đó có 5.360 ha đất ngập nước theo mùa, 151ha đất ngập nước quanh năm).

## Đa dạng sinh học

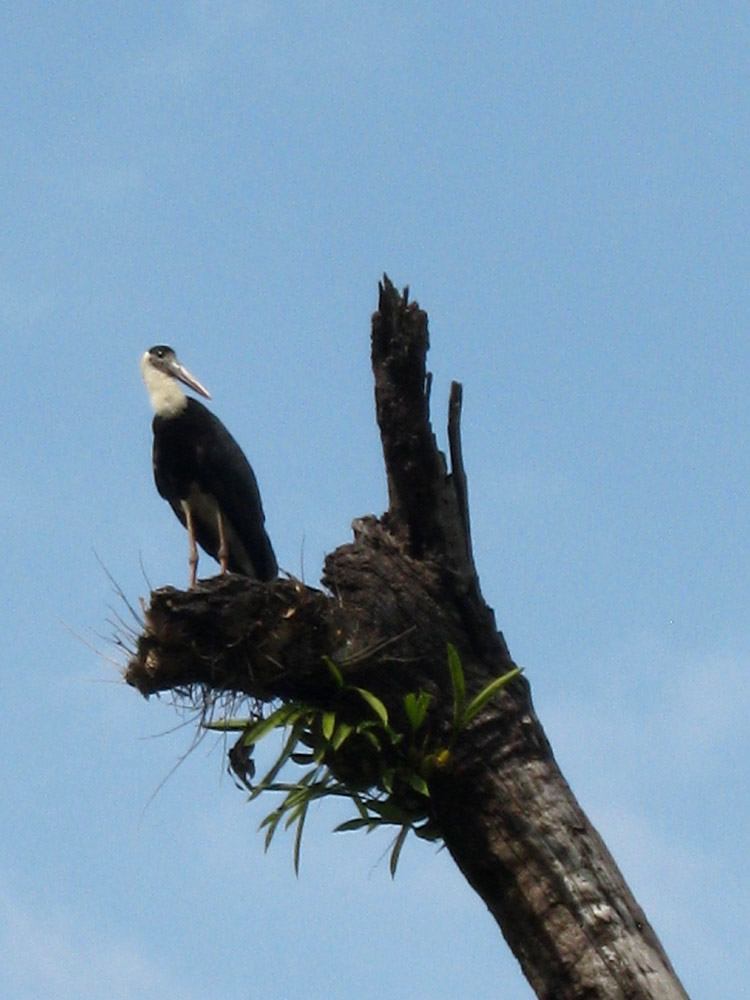
Một con cò tại Vườn quốc gia Cát Tiên

Khoảng 50% diện tích của Cát Tiên là rừng cây xanh, 40% là rừng tre, 10% là nông trại. Động vật đặc trưng có: voi châu Á, bò tót, gấu chó, gấu ngựa, trâu rừng, hổ, báo hoa mai, báo gấm, nai...Các loài chim của Cát Tiên cũng phong phú đa dạng: đại bàng đen, vịt trời cánh trắng, chim mỏ sừng lớn...Cát Tiên là nơi cư ngụ của 40 loài nằm trong Sách đỏ thế giới, trong đó đặc biệt là loài tê giác một sừng. Cư dân địa phương và người Trung Hoa tin vào khả năng chữa bệnh của sừng tê giác như thần dược và được mua bán với giá cao trên thị trường (khoảng trên dưới 20.000 USD/sừng), dẫn đến việc rất nhiều động vật quý hiếm trong rừng đã bị bắn chết và sự tuyệt chủng của tê giác Java. Ngoài lượng động vật phong phú, Cát Tiên còn là địa bàn của 62 loại lan.

## Thất bại đề cử di sản thế giới
Năm 2013, tại kỳ họp thứ 37 của Ủy ban Di sản thế giới tại Campuchia Vườn quốc gia Cát Tiên từng được đưa ra bầu chọn là di sản thiên nhiên thế giới nhưng bị thất bại (Hồ sơ Cát Tiên được các cơ quan tư vấn của UNESCO đặt ở mức N - Not recommended for inscription, tức không được khuyến khích để ghi danh). Trước đó, Cát Tiên ứng cử hồ sơ di sản theo tiêu chí X về đa dạng sinh học.